# Musée Flaubert et d'histoire de la médecine
Le musée Flaubert et d'Histoire de la médecine est un musée de Rouen qui occupe la maison natale de Gustave Flaubert, dans l'ancien Hôtel-Dieu. Il a le label musée de France et le label Maisons des Illustres.
L'Hôtel-Dieu fait l’objet d’une inscription au titre des monuments historiques depuis le 11 mars 1932.

## Description
Parmi les curiosités du musée, au rez-de-chaussée le visiteur peut voir un mannequin utilisé pour les démonstrations d'accouchement au XVIIIe siècle conçu par Angélique du Coudray, un lit pour six personnes, une collection de deux cents céramiques médicales, des trousses militaires chirurgicales de campagne, des grilles en fer forgé de 1775, ou encore les têtes momifiées par Laumonier de Bordier et Jourdain, agitateurs pendus à Rouen en 1789. Au premier étage se trouve la chambre du chirurgien, pièce où naquit Flaubert le 12 décembre 1821. Une ancienne salle de malades jouxte l'appartement.
Le jardin abrite depuis 1982 le monument à Gustave Flaubert, haut-relief de Henri-Michel-Antoine Chapu. Inauguré en 1890, il se trouvait à l'origine sur la façade du musée des Beaux-Arts de Rouen.

## Collections

### Peintures
- Hippolyte Bellangé (1800-1866) :  Portrait d'Achille Flaubert.
- René Dubuc : Les Patrons de l'Hôtel-Dieu de Rouen[3].

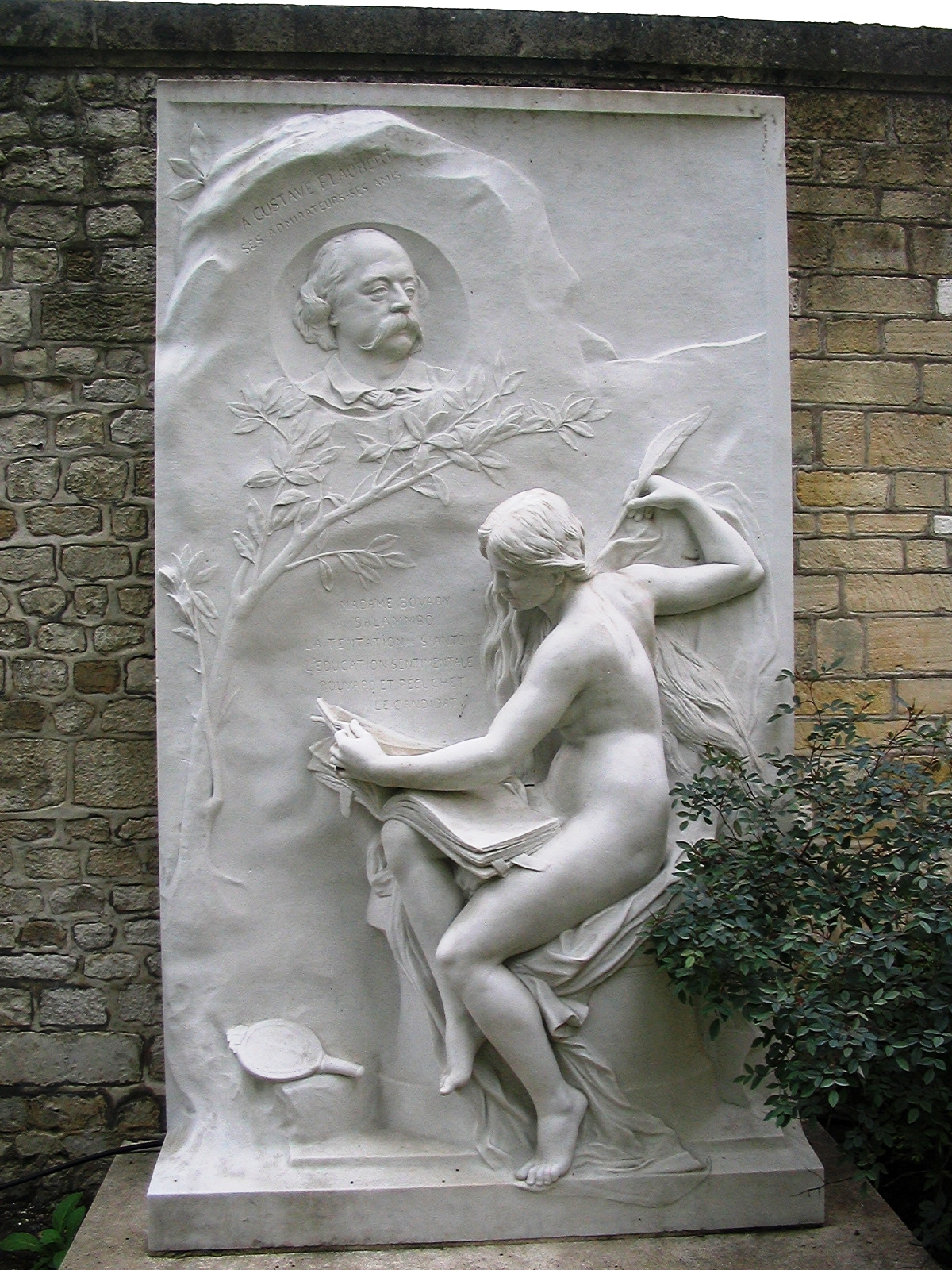
Henri Chapu, Monument à Gustave Flaubert, 1890.